# Horalka (rod Scutiger)
Horalka (Scutiger) je rod žab z čeledi pablatnicovitých (Megophryidae), který se vyskytuje v jihozápadní Číně, v
severní Indii, Nepálu, Tibetu a Barmě.

## Taxonomie
čeleď Megophryidae (Bonaparte, 1850) – pablatnicovití
- rod Scutiger (Theobald, 1868) – horalka
  - druh Scutiger adungensis (Dubois, 1979) – horalka barmská
  - druh Scutiger bhutanensis (Delorme and Dubois, 2001)
  - druh Scutiger boulengeri (Bedriaga, 1898) – horalka vysokohorská
  - druh Scutiger brevipes (Liu, 1950)
  - druh Scutiger chintingensis (Liu a Hu, 1960) – horalka sečuánská
  - druh Scutiger glandulatus (Liu, 1950) – horalka bradavčitá
  - druh Scutiger gongshanensis (Yang a Su In Yang, Su, a Li, 1979) – horalka tmavopruhá
  - druh Scutiger jiulongensis (Fei, Ye, a Jiang In Fei, Jiang, Ye, a Cheng, 1995)
  - druh Scutiger liupanensis (Huang, 1985) – horalka liupanská
  - druh Scutiger maculatus (Liu, 1950) – horalka skvrnitá
  - druh Scutiger mammatus (Günther, 1896) – horalka vyvinutá
  - druh Scutiger muliensis (Fei and Ye, 1986)
  - druh Scutiger nepalensis (Dubois, 1974) – horalka nepálská
  - druh Scutiger ningshanensis (Fang, 1985)
  - druh Scutiger nyingchiensis (Fei In Sichuan Institute of Biology Herpetology Department, 1977) – horalka tibetská
  - druh Scutiger pingwuensis (Liu a Tian In Liu, Hu, Tian, a Wu, 1978) – horalka šípová
  - druh Scutiger sikimmensis (Blyth, 1855) – horalka sikkimská
  - druh Scutiger tuberculatus (Liu a Fei In Liu, Hu, a Fei, 1979) – horalka hrbolkatá